# Cees Bal
Cornelius Bal (Borsele, 21 novembre 1951) è un ex ciclista su strada e pistard olandese.
Professionista dal 1972 al 1979, vinse il Giro delle Fiandre 1974 e una frazione della Vuelta a España 1979.

## Carriera
Considerato uno dei maggiori talenti olandesi della sua epoca non seppe raccogliere quanto poteva a causa della scarsa propensione ai sacrifici che la pratica del ciclismo richiede.
Adatto alle Classiche seppe ottenere piazzamenti di rilievo sia nelle gare delle Ardenne che in quelle del Pavé.
Vinse il Giro delle Fiandre 1974 a soli ventidue anni e fu terzo al Grand Prix E3 Harelbeke 1975, inoltre concluse per due volte nei primi dieci la Amstel Gold Race nel 1975 e 1976.
Per quanto concerne le gare a tappe vinse l'Étoile des Espoirs 1973 ed il Tour de l'Aude 1974, fu quinto alla Setmana Catalana de Ciclisme di quello stesso anno e nel 1976 concluse al terzo posto il Giro di Sardegna.

## Palmarès

### Strada
- 1970 (dilettanti)

Westbrabantse Pijl
Campionato provinciale di Zelanda
- 1971 (dilettanti)

Campionato provinciale di Zelanda
- 1972 (dilettanti)

Omloop van de Baronie
Classifica generale Greenall Whitley Grand Prix Two Day
7ª tappa Milk Race (Southport > Sheffield)
- 1973 (Gan, cinque vittorie)

2ª tappa Tour d'Indre-et-Loire (Sainte-Maure-de-Touraine > Tours)
7ª tappa Critérium du Dauphiné Libéré (Montceau-les-Mines > Sainte-Foy-la-Grande)
Circuit des Frontiéres - Templeuve
2ª tappa Étoile des Espoirs
Classifica generale Étoile des Espoirs
- 1974 (Gan, tre vittorie)

1ª tappa Setmana Catalana de Ciclisme (Hospitalet > Llobregat/Berga)
Giro delle Fiandre
Classifica generale Tour de l'Aude
- 1975 (Gan, una vittoria)

Prologo Tour de l'Aude (Carcassonne, cronometro)
- 1979 (Lano-Boule d'Or, una vittoria)

18ª tappa, 2ª semitappa Vuelta a España (Colmenar Viejo > Azuqueca de Henares)

#### Altri successi
- 1970 (dilettanti)

Halsteren (criterium)
Lunet - Breda Criterium (criterium)
Cadzand (criterium)
- 1972 (dilettanti)

2ª tappa Milk Race (Swindon > Tewkesbury, cronosquadre)
- 1973 (Gan)

Essen (kermesse)
- 1974 (Gan)

De Pinte (criterium)
- 1975 (Gan)

Profonde van Pijnacker (criterium)
Internationale Pinkstercriterium - Kloosterzande (criterium)
- 1976 (Molteni)

Grand Prix Eugeen Roggeman - Stekene Individuee (kermesse)
Woerden (criterium)
- 1977 (Fiat France)

Grote CPC-Prijs - Sas van Gent (criterium)
Santpoort (criterium)
- 1978 (Bode Deuren-Shimano)

Ridderkerk (criterium)

### Pista
- 1978

Campionati olandesi, Derny
Campionati olandesi, Scratch

## Piazzamenti

### Grandi Giri
- Giro d'Italia

1976: 82º
- Tour de France

1974: ritirato (16ª tappa)
1977: 51º
- Vuelta a España

1978: ritirato (?ª tappa)
1979: 45º

### Classiche monumento
- Milano-Sanremo

1975: 27º
- Giro delle Fiandre

1974: vincitore
- Parigi-Roubaix

1974: 50º
1975: 23º
1978: 19º

### Competizioni mondiali
- Campionati del mondo

Barcellona 1973 - In linea: 36º
Montréal 1974 - In linea: ?º
San Cristóbal 1977 - In linea: ?º